# Nuoto ai campionati mondiali di nuoto 2023 - 200 metri stile libero femminili
La gara di nuoto dei 200 metri stile libero femminili dei campionati mondiali di nuoto 2023 è stata disputata il 25 e 26 luglio 2023 presso il Marine Messe Fukuoka di Fukuoka. Vi hanno preso parte 65 atlete provenienti da 56 nazioni.
La competizione è stata vinta dalla nuotatrice australiana Mollie O'Callaghan, mentre l'argento e il bronzo sono andati rispettivamente alla connazionale Ariarne Titmus e alla canadese Summer McIntosh.

## Podio
| Posizione | Atleta             | Nazionalità |
| --------- | ------------------ | ----------- |
| Oro       | Mollie O'Callaghan | Australia   |
| Argento   | Ariarne Titmus     | Australia   |
| Bronzo    | Summer McIntosh    | Canada      |

## Programma
| Data           | Ora (UTC+9) | Turno      |
| -------------- | ----------- | ---------- |
| 24 luglio 2023 | 10:47       | Batterie   |
| 24 luglio 2023 | 21:13       | Semifinali |
| 25 luglio 2023 | 20:17       | Finale     |

## Record
Prima della competizione il record del mondo e il record dei campionati erano i seguenti:
| Record mondiale       | 1'52"98 | Federica Pellegrini Italia | 29 luglio 2009 Roma, Italia |
| Record dei campionati | 1'52"98 | Federica Pellegrini Italia | 29 luglio 2009 Roma, Italia |

Durante la competizione è stato battuto il seguente record:
| Data      | Evento | Atleta             | Nazione   | Tempo   | Record          |
| --------- | ------ | ------------------ | --------- | ------- | --------------- |
| 26 luglio | Finale | Mollie O'Callaghan | Australia | 1'52"85 | Record mondiale |

## Risultati

### Batterie
| Pos. | Batteria | Corsia | Atleta                    | Nazionalità               | Tempo   | Note             |
| ---- | -------- | ------ | ------------------------- | ------------------------- | ------- | ---------------- |
| 1    | 6        | 4      | Mollie O'Callaghan        | Australia                 | 1'55"68 | Q                |
| 2    | 5        | 4      | Summer McIntosh           | Canada                    | 1'55"88 | Q                |
| 3    | 7        | 4      | Ariarne Titmus            | Australia                 | 1'56"20 | Q                |
| 4    | 7        | 5      | Siobhán Haughey           | Hong Kong                 | 1'56"56 | Q                |
| 5    | 7        | 3      | Marrit Steenbergen        | Paesi Bassi               | 1'56"66 | Q                |
| 6    | 7        | 6      | Liu Yaxin                 | Cina                      | 1'56"93 | Q                |
| 7    | 6        | 3      | Freya Anderson            | Gran Bretagna             | 1'57"12 | Q                |
| 8    | 7        | 1      | Nikolett Pádár            | Ungheria                  | 1'57"35 | Q                |
| 8    | 7        | 7      | Barbora Seemanová         | Rep. Ceca                 | 1'57"35 | Q                |
| 10   | 5        | 5      | Erika Fairweather         | Nuova Zelanda             | 1'57"36 | Q                |
| 11   | 5        | 3      | Bella Sims                | Stati Uniti               | 1'57"71 | Q                |
| 12   | 6        | 5      | Claire Weinstein          | Stati Uniti               | 1'57"93 | Q                |
| 13   | 7        | 2      | Janja Šegel               | Slovenia                  | 1'58"02 | Q                |
| 14   | 4        | 3      | Snæfríður Jórunnardóttir  | Islanda                   | 1'58"14 | Q,               |
| 15   | 7        | 0      | Janna van Kooten          | Paesi Bassi               | 1'58"16 | Q                |
| 16   | 5        | 1      | Valentine Dumont          | Belgio                    | 1'58"23 | Q                |
| 17   | 6        | 6      | Li Jiaping                | Cina                      | 1'58"26 |                  |
| 18   | 5        | 6      | Abbie Wood                | Gran Bretagna             | 1'58"39 |                  |
| 19   | 6        | 7      | Mary-Sophie Harvey        | Canada                    | 1'58"50 |                  |
| 20   | 5        | 7      | Maria Fernanda Costa      | Brasile                   | 1'58"67 |                  |
| 21   | 6        | 8      | Ajna Késely               | Ungheria                  | 1'58"99 |                  |
| 22   | 7        | 8      | Nagisa Ikemoto            | Giappone                  | 1'59"23 |                  |
| 23   | 6        | 0      | Anastasia Gorbenko        | Israele                   | 1'59"27 |                  |
| 24   | 6        | 1      | Aimee Canny               | Sudafrica                 | 1'59"30 |                  |
| 25   | 5        | 0      | Signe Bro                 | Danimarca                 | 1'59"33 |                  |
| 26   | 6        | 2      | Stephanie Balduccini      | Brasile                   | 1'59"55 |                  |
| 27   | 5        | 8      | Daria Golovaty            | Israele                   | 1'59"77 |                  |
| 28   | 4        | 5      | Elisbet Gámez             | Cuba                      | 1'59"98 |                  |
| 29   | 4        | 0      | María José Mata           | Messico                   | 2'00"30 |                  |
| 30   | 4        | 7      | Karen Durango             | Colombia                  | 2'00"71 |                  |
| 31   | 4        | 8      | María Yegres              | Venezuela                 | 2'00"82 |                  |
| 31   | 6        | 9      | Victoria Catterson        | Irlanda                   | 2'00"82 |                  |
| 33   | 3        | 6      | Ieva Maļuka               | Lettonia                  | 2'00"94 | Record nazionale |
| 34   | 5        | 9      | Hur Yeon-kyung            | Corea del Sud             | 2'01"19 |                  |
| 35   | 5        | 2      | Katja Fain                | Slovenia                  | 2'01"31 |                  |
| 36   | 4        | 6      | Cornelia Pammer           | Austria                   | 2'01"66 |                  |
| 37   | 3        | 5      | Inés Marín                | Cile                      | 2'02"20 |                  |
| 38   | 3        | 3      | Kamonchanok Kwanmuang     | Thailandia                | 2'02"22 |                  |
| 39   | 3        | 4      | Gan Ching Hwee            | Singapore                 | 2'02"32 |                  |
| 40   | 4        | 9      | Batbayaryn Enkhkhüslen    | Mongolia                  | 2'02"49 |                  |
| 41   | 4        | 2      | Sofia Åstedt              | Svezia                    | 2'02"57 |                  |
| 42   | 4        | 4      | Merve Tuncel              | Turchia                   | 2'02"66 |                  |
| 43   | 7        | 9      | Ainhoa Campabadal         | Spagna                    | 2'02"78 |                  |
| 44   | 4        | 1      | Artemis Vasilaki          | Grecia                    | 2'03"92 |                  |
| 45   | 3        | 2      | Iman Avdić                | Bosnia ed Erzegovina      | 2'04"38 |                  |
| 46   | 3        | 1      | Lucero Mejía              | Guatemala                 | 2'06"24 |                  |
| 47   | 3        | 9      | Harper Barrowman          | Isole Cayman              | 2'06"49 |                  |
| 48   | 3        | 7      | Julimar Ávila             | Honduras                  | 2'06"92 |                  |
| 49   | 2        | 5      | Ani Poghosyan             | Armenia                   | 2'08"65 |                  |
| 50   | 2        | 4      | Danielle Treasure         | Barbados                  | 2'08"88 |                  |
| 51   | 2        | 3      | Paige van der Westhuizen  | Zimbabwe                  | 2'08"95 |                  |
| 52   | 1        | 6      | Anna Nikishkina           | Kirghizistan              | 2'10"81 |                  |
| 53   | 2        | 6      | Jehanara Nabi             | Pakistan                  | 2'11"09 |                  |
| 54   | 3        | 8      | Mya Azzopardi             | Malta                     | 2'11"59 |                  |
| 55   | 2        | 1      | Duana Lama                | Nepal                     | 2'12"46 |                  |
| 56   | 2        | 7      | Natalia Kuipers           | Isole Vergini Americane   | 2'12"60 |                  |
| 57   | 2        | 8      | Bianca Mitchell           | Antigua e Barbuda         | 2'13"24 |                  |
| 58   | 2        | 0      | Chloe Farro               | Aruba                     | 2'13"48 |                  |
| 59   | 1        | 5      | Asma Lefalher             | Bahrein                   | 2'13"80 |                  |
| 60   | 2        | 2      | Maria Lopes Freitas       | Angola                    | 2'14"03 |                  |
| 61   | 1        | 2      | Katie Rock                | Albania                   | 2'15"02 |                  |
| 62   | 1        | 4      | Mya de Freitas            | Saint Vincent e Grenadine | 2'16"22 |                  |
| 63   | 2        | 9      | Charissa Panuve           | Tonga                     | 2'20"00 |                  |
| 64   | 1        | 3      | Galyah Ngerchesiuch Mikel | Palau                     | 2'43"01 |                  |
|      | 3        | 0      | Laura Bernat              | Polonia                   | dq      |                  |

### Semifinali
| Pos. | Semifinale | Corsia | Atleta                   | Nazionalità   | Tempo   | Note             |
| ---- | ---------- | ------ | ------------------------ | ------------- | ------- | ---------------- |
| 1    | 2          | 5      | Ariarne Titmus           | Australia     | 1'54"64 | Q                |
| 2    | 1          | 4      | Summer McIntosh          | Canada        | 1'54"67 | Q                |
| 3    | 2          | 4      | Mollie O'Callaghan       | Australia     | 1'54"91 | Q                |
| 4    | 2          | 7      | Bella Sims               | Stati Uniti   | 1'55"45 | Q                |
| 5    | 1          | 5      | Siobhán Haughey          | Hong Kong     | 1'55"48 | Q                |
| 6    | 2          | 6      | Freya Anderson           | Gran Bretagna | 1'55"85 | Q                |
| 7    | 1          | 3      | Liu Yaxin                | Cina          | 1'56"34 | Q                |
| 8    | 2          | 3      | Marrit Steenbergen       | Paesi Bassi   | 1'56"49 | Q                |
| 9    | 2          | 2      | Barbora Seemanová        | Rep. Ceca     | 1'56"50 |                  |
| 10   | 1          | 6      | Nikolett Pádár           | Ungheria      | 1'56"55 |                  |
| 11   | 1          | 2      | Erika Fairweather        | Nuova Zelanda | 1'56"87 |                  |
| 12   | 1          | 7      | Claire Weinstein         | Stati Uniti   | 1'57"03 |                  |
| 13   | 1          | 8      | Valentine Dumont         | Belgio        | 1'57"97 |                  |
| 14   | 1          | 1      | Snæfríður Jórunnardóttir | Islanda       | 1'57"98 | Record nazionale |
| 15   | 2          | 8      | Janna van Kooten         | Paesi Bassi   | 1'58"12 |                  |
| 16   | 2          | 1      | Janja Šegel              | Slovenia      | 1'58"18 |                  |

### Finale
| Pos.    | Corsia | Atleta             | Nazionalità   | Tempo   | Note |
| ------- | ------ | ------------------ | ------------- | ------- | ---- |
| Oro     | 3      | Mollie O'Callaghan | Australia     | 1'52"85 |      |
| Argento | 4      | Ariarne Titmus     | Australia     | 1'53"01 |      |
| Bronzo  | 5      | Summer McIntosh    | Canada        | 1'53"65 | ,    |
| 4       | 2      | Siobhán Haughey    | Hong Kong     | 1'53"96 |      |
| 5       | 8      | Marrit Steenbergen | Paesi Bassi   | 1'55"51 |      |
| 6       | 6      | Bella Sims         | Stati Uniti   | 1'56"00 |      |
| 7       | 7      | Freya Anderson     | Gran Bretagna | 1'56"33 |      |
| 8       | 1      | Liu Yaxin          | Cina          | 1'56"97 |      |